# کاکتوس درمنه
کاکتوس درمنه (نام علمی: Grusonia pulchella) نام یک گونه از سرده کاکتوس‌های فرشی است.